# IC 1059
IC 1059 је галаксија у сазвјежђу Вага која се налази на листи објеката дубоког неба у Индекс каталогу.
Деклинација објекта је - 0° 52' 31" а ректасцензија 14h 50m 42,5s. Привидна величина (магнитуда) објекта IC 1059 износи 14,0 а фотографска магнитуда 15,0. IC 1059 је још познат и под ознакама CGCG 20-24, NPM1G -00.0458, PGC 52996.